# Марвін Ґей
Марвін Ґей (повне ім'я — Марвін Пенц Ґей молодший, англ. Marvin Pentz Gaye, Jr.) (нар. 2 квітня 1939 — пом. 1 квітня 1984) — американський співак, аранжувальник, мультиінструменталіст, пісняр і музичний продюсер, якого поряд із Стіві Вандером вважають одним із засновників ритм-енд-блюзу. Він одержав міжнародне визнання в 60-х й 70-х роках XX століття, записуючись на лейблі Motown.
Серед його хітів на лейблі Motown були «How Sweet It Is (To Be Loved by You)» (1964), «Ain't That Peculiar» (1965) та «I Heard It Through the Grapevine» (1968). Він також записував дуети з Мері Уеллс, Кім Вестон, Таммі Террелл і Дайаною Росс. У 1970-х роках Ґей став одним з перших артистів Motown, який відірвався від продюсерської компанії та записав знакові альбоми What's Going On (1971) і Let's Get It On (1973). Його пізніші записи вплинули на кілька піджанрів R'n'B, таких як тихий шторм і неосоул. Пісня «Sexual Healing», випущена 1982 року на альбомі Midnight Love, принесла йому перші дві нагороди Греммі.
1 квітня 1984 року, за день до свого 45-річчя, Ґей був застрелений своїм батьком, Марвіном Ґеєм-старшим, у власному будинку в Вестерн-Гайтс, Лос-Анджелес після сварки. Пізніше Ґей-старший був засуджений до шести років позбавлення волі умовно і п'яти років випробувального терміну. Багато інституцій посмертно нагородили Ґея нагородами та іншими відзнаками, включаючи премію «Ґреммі» за життєві досягнення, а також включення до Зали слави ритм-енд-блюзової музики, Зали слави піснярів та Зали слави рок-н-ролу.

## Життєпис
Його назвали на честь батька, священника. Духовне виховання, отримане в ранньому дитинстві, відіграло велику роль у музичній кар'єрі співака, особливо починаючи з 1970-х років, коли у своїй творчості він коливався то в бік мирських, то в бік релігійних тем. Він відмовився від участі в церковному хорі батька, організувавши з Доном Ковейем і Біллі Стюартом ритм-енд-блюзовий гурт Rainbows.
У 1980 році Ґей переїхав до Європи, де почав роботу над концептуальним альбомом In Our Lifetime (The Final Motown Sessions).
У 1987 році ім'я Марвіна Ґея було занесено до Зали слави рок-н-ролу. Три його альбоми — What's Going On (перше місце у 2020 році), Let's Get It On та Here, My Dear потрапили до Списку 500 найкращих альбомів усіх часів за версією журналу Rolling Stone.

## Дискографія
Сольні студійні альбоми
Спільні альбоми
- Together (з Мері Веллс) (1964)
- Take Two (з Кім Вестон) (1966)
- United (з Таммі Террелл) (1967)
- You're All I Need (з Таммі Террелл) (1968)
- Easy (з Таммі Террелл) (1969)
- Diana & Marvin (з Даяною Росс) (1973)

Посмертні альбоми
- Dream of a Lifetime (1985)
- Romantically Yours (1985)
- Vulnerable (1997)
- You're the Man (2019)
- Funky Nation: The Detroit Instrumentals (2021)

Концертні альбоми
- Marvin Gaye Recorded Live on Stage (1963)
- Marvin Gaye Live! (1974)
- Live at the London Palladium (1977)
- Marvin Gaye: Live in Montreux 1980 (2003)
- Marvin Gaye at the Copa (2005)
- What's Going On Live (2019)

Збірки
- Super Hits
  - Супер хіти [7] (1970)

Сингли
- The End of Our Road
  - Кінець нашої дороги [8] (1970)
- What's Going On
  - «Що робиться»[9](1971)
- Mercy Mercy Me (The Ecology)
  - Помилуй, помилуй мене" (Екологія)[10] (1971)
- Inner City Blues (Make Me Wanna Holler)
  - «Блюз внутрішнього міста (Змусь мене хотіти кричати або плакати)»[11] (1971)
- Save the Children (song)
  - «Збережіть дітей»[12] (1971)